# Вамшивадана
Вамшива́дана (также Вамшиваданананда, Ваданананда, Вамши Даса, Вадана; 1494—?) — кришнаитский бенгальский святой, живший в XV—XVI веках. Был автором большого количества поэм в честь Кришны. 
Родился в семье Чакаури Чаттопадхьяя. При рождении получил имя Вамши. В день его рождения, Чайтанья и Адвайта Ачарья находились в его доме. После смерти первой жены Чайтаньи — Вишнуприи — Вамшивадана перенёс принадлежавшее ей мурти Чайтаньи в Навадвипу, где поклонялся ему вместе с мурти Кришны по имени Пранаваллабха. Последователи гаудия-вайшнавизма считают Вамшивадану воплощением флейты (вамши) Кришны.